# Episodi di Siska (terza stagione)
Gli episodi della terza stagione di "Siska" sono stati trasmessi per la prima volta in Germania nel 2000. In Italia, sono andati in onda in prima visione su Retequattro tra il 16 marzo e l'11 maggio 2001.
| nº | Titolo originale                 | Titolo italiano       | Prima TV Germania | Prima TV Italia         |
| -- | -------------------------------- | --------------------- | ----------------- | ----------------------- |
| 1  | Mord frei Haus                   | Agguato a domicilio   | 2000              | 16 marzo 2001 - 20,45   |
| 2  | Sonjas Freund                    | L'urlo del silenzio   | 2000              | 16 marzo 2001 - 22,00   |
| 3  | Das letzte Konzert               | L'ultimo concerto     | 2000              | 23 marzo 2001 - 20,45   |
| 4  | Du lebst noch drei Minuten       | Tre minuti per morire | 2000              | 23 marzo 2001 - 22,00   |
| 5  | Laufsteg ins Verderben           | Morte in passerella   | 2000              | 6 aprile 2001 - 20,45   |
| 6  | Der Erlkönig                     | Errore fatale         | 2000              | 6 aprile 2001 - 22,00   |
| 7  | Zeit genug für einen Mord        | L'alibi               | 2000              | 11 maggio 2001 - 20,45  |
| 8  | Herrn Lohmanns gesammelte Mörder | Coincidenze           | 2000              | 11 maggio 2001 - 22,00  |
| 9  | Die Zeugin                       | La testimone          | 2000              | 15 gennaio 2003 - 21,00 |